# Зелёная Роща (Трубчевский район)
Зелёная Ро́ща — деревня в Трубчевском районе Брянской области. Входит в состав Юровского сельского поселения.

## История
В 1964 году указом Президиума Верховного Совета РСФСР деревня Пральня переименована в Зелёную Рощу.

## Население
| 2010 | 2013 |
| ---- | ---- |
| 0    | →0   |